# Jean-François Baril
Pour les articles homonymes, voir Baril (homonymie).
Jean-François Baril (né le 9 juillet 1976  à Nicolet est un chroniqueur sportif québécois finissant 1996 de l'École nationale de l'humour.

## Biographie
En 1993, il obtient un DEC en lettres françaises option théâtre du Cégep de Trois-Rivières.
Méritant d'une bourse en tant que finaliste du concours jeunes pour rire 1995, il s’inscrit à l'École nationale de l'humour et se joint à Alex Perron et Louis Morissette pour former le groupe les Mecs Comiques. En 1996, il fera une tournée de spectacles avec les Mecs Comiques, 108 minutes pour rire et une autre en 1998 Le jeune, le fif et le macho à travers le Québec, l'Ontario et le Nouveau-Brunswick.
En 1998 il devient, avec Louis Morissette, un des nombreux collaborateurs aux scripts de l'émission de télé Un gars, une fille au côté de Guy A. Lepage.
Il écrit et joue en 2002, en compagnie des autres membres du groupe les Mecs Comiques, la série mélangeant fiction et réalité, 3X Rien diffusée sur les ondes de TQS.
Il participe à partir de septembre 2003 à l'émission matinale Caféine diffusé à TQS qu'il quittera le 9 juin 2006 à la suite de nombreux changements au sein de l'équipe d'animateurs. En 2004, il entreprendra l'animation de la version québécoise de l'émission Ripley's Believe It or Not! (Le Monde de monsieur Ripley) à TQS.
Depuis l'été 2007, sur les ondes de Radio-Énergie, il coanime l'émission quotidienne matinale C't'encore drôle, avec Pierre Pagé, Mitsou et François Pérusse. Il passe ensuite sur les ondes de CITE-FM à Montréal de 2010-11 pour lundi au jeudis soirs 18h-20h, mais Baril a été un animateur de Rouge café en 2011-2013 sur les ondes de cette station.  Baril a été un animateur de 96,9 CKOI de l'été 2014, mais Baril est maintenant l'animateur d'émission Rythmez vos matins depuis l'été 2015 sur les ondes de CFGL-FM (Rythme FM 105,7) en semaine 5h30-8h30.  En 2018, Baril a été en retour temporairement sur les ondes de CITE-FM. Baril a été travaillé pour quatre stations musicales à Montréal, CKOI-FM, CFGL-FM, CITE-FM et CKMF-FM.
De 2009 à 2018, il anime l'émission La Guerre des clans qui fait un retour sur les ondes de V, succédant ainsi à Luc Senay.
En 2014 et 2015, la chaîne V lui confie l'animation de son émission matinal phare Ça commence bien

## Carrière

### Spectacles
- 1996 : 108 minutes pour rire (avec Les Mecs comiques)
- 1998 : Le jeune, le fif et le macho (avec Les Mecs comiques)

### Série télévisée
- 1999 : Radio Enfer : Carol Giroux
- 2003 - 2006 : 3X Rien :  Jean-Francois
- 2006 : Lance et compte: La revanche :  Jean-François Perron
- 2006 : Il était une fois dans le trouble :  X-Ray
- 2012 : Gardienne Agent Double  : Host

### Télévision
- 2003 - 2006 : Caféine
- 2009 - 2018 : La Guerre des clans
- 2014 - 2015 : Ça commence bien!

### Discographie
- 2001 : On chante toujours mieux dans not’ char (avec Les Mecs comiques)